# Hapalogenys nitens
Hapalogenys nitens är en fiskart som beskrevs av Richardson, 1844. Hapalogenys nitens ingår i släktet Hapalogenys och familjen Hapalogenyidae. Inga underarter finns listade i Catalogue of Life.